# Elizbar Odikadze
Elizbar Odikadze –en georgiano: ელიზბარ ოდიკაძე– (Kornisi, URSS, 14 de junio de 1989) es un deportista georgiano que compite en lucha libre.
Ganó una medalla de bronce en el Campeonato Mundial de Lucha de 2018 y seis medallas en el Campeonato Europeo de Lucha entre los años 2016 y 2021.
En los Juegos Europeos obtuvo dos medallas, plata en Bakú 2015 y bronce en Minsk 2019. Participó en los Juegos Olímpicos de Río de Janeiro 2016, ocupando el quinto lugar en la categoría de 97 kg.

## Palmarés internacional
| Campeonato Mundial | Campeonato Mundial  | Campeonato Mundial | Campeonato Mundial |
| Año                | Lugar               | Medalla            | Categoría          |
| ------------------ | ------------------- | ------------------ | ------------------ |
| 2018               | Budapest (Hungría)  | Medalla de bronce  | 97 kg              |
| Juegos Europeos    |                     |                    |                    |
| Año                | Lugar               | Medalla            | Categoría          |
| 2015               | Bakú (Azerbaiyán)   | Medalla de plata   | 97 kg              |
| 2019               | Minsk (Bielorrusia) | Medalla de bronce  | 97 kg              |
| Campeonato Europeo |                     |                    |                    |
| Año                | Lugar               | Medalla            | Categoría          |
| 2016               | Riga (Letonia)      | Medalla de bronce  | 97 kg              |
| 2017               | Novi Sad (Serbia)   | Medalla de bronce  | 97 kg              |
| 2018               | Kaspisk (Rusia)     | Medalla de bronce  | 97 kg              |
| 2019               | Bucarest (Rumania)  | Medalla de bronce  | 97 kg              |
| 2020               | Roma (Italia)       | Medalla de bronce  | 97 kg              |
| 2021               | Varsovia (Polonia)  | Medalla de bronce  | 97 kg              |